# قلعه چهارطاقی منج
قلعه چهارطاقی منج مربوط به دوره ایلخانی است و در شهرستان لردگان و روستای قلعه مدرسه واقع شده است. این اثر در تاریخ ۱۱ مرداد ۱۳۸۴ با شمارهٔ ثبت ۱۲۴۱۹ به‌عنوان یکی از آثار ملی ایران به ثبت رسیده است.